# A Chauvet-barlang másolata
A látogatói központ és annak részeként található barlang mása a Chauvet-barlangnak (amelyet néha Pont d’Arc barlangjának is neveznek). A látogatói központ Vallon-Pont-d’Arc település mellett, attól keletre a D4-es út mentén található a Razal nevű fennsíkon. Az építményből  csodálatos kilátás nyílik az Ardeche folyó szurdokaira. A barlang másolat elkészítésének célja a Chauvet-barlang barlangrajzainak széles körű ismertetése és széles közönség előtti bemutatása volt autentikus környezetben anélkül, hogy veszélyeztetné az eredeti rajzokat. Ez egyben a világ legnagyobb falfestményekkel díszített barlangmásolata.

## Tervezése és kivitelezése
1994-ben Jean-Marie Chauvet fedezte fel a Chauvet-barlangban fedezték fel a késő őskőkori rajzokat és lenyomatokat, amelyek megtalálásuk óta az érdeklődés középpontjában állnak. A lelet fontossága nemcsak vetekszik, de meg is haladja a korábbi legismertebb festményes barlangok, Lascaux és Altamira jelentőségét. Miután a barlangot legalább 23 ezer éve elzárta egy kőomlás, ami megóvta a pusztulástól, 1994-ig nem látta senki. 2014-ben került fel az UNESCO kulturális világörökségi helyszíneinek listájára.
A megtalálást követően a bemutatása és megóvása került a középpontba. Két projekt is készült az ezredfordulóig, azonban ezek pénzügyi és jogi jóváhagyás hiányában nem valósultak meg. Csak a harmadik kísérletet járt eredménnyel. 2007-ben Privas megye Pascal Terasz elnöke – aki maga is lelkes barlangász – szervezésbe kezdett egy vegyes finanszírozás kialakítására. Ebben a régióban, a francia kormány és az Európai Unió vállalt szerepet. A projekt költsége elérte az 55 millió eurót.
A 8500 négyzetméter felületű mesterséges barlang falain 424 festmény látható összesen 14 állatfajról. A képeket és a barlang részleteit egy kör alaprajzú építményben körsétával lehet megtekinteni. A részletek az eredeti barlang egyes terei és falrészleteinek korhű mása alapján készültek el. A tájba illeszkedő betonelemekből kialakított másolat belseje 3500 négyzetméterre sűríti az eredeti barlang 8500 négyzetméterét. Mészkövet utánzó színes habarccsal bevont vasrudakra és rácsokra építették fel a falakat, amelyekre lézer segítségével, milliméteres pontossággal másolták át az eredeti geológiai formákat, festményeket, véseteket. A patinát, az áttetszőséget és a csillogást gyanták és természetes anyagok biztosítják. A falak, a geológiai formák és persze a festmények is nagyon pontos másolatok, úgy érezzük, mintha eredetiek lennének.
A Pont d’Arc-i barlang építése 2012 októberében kezdődött. Tervezője, építésze Xavier Fabre volt.

## A kiállítás
A hatalmas parkban öt épületet alakítottak ki: a barlangmásolat mellett egy pedagógiai központ, az aurignaci ősember életét és környezetét bemutató galéria, egy konferenciaközpont és egy étterem is működik. A parkban található továbbá a kőkorszaki ember életét bemutató sátortábor is.

## A barlangmásolat
A barlangmásolat megfelelő szakmai minőségét egy 15 fős tudományos bizottság garantálta, amelynek elnöke Jean Clottes volt. Három tudós kísérte figyelemmel az  eredeti barlang 1998 óta történő felmérését és a másolatok gyártási folyamatát: Jean-Michel Geneste (paleontológus), Jean-Jacques Delannoy (geomorphologist) és Philippe Fosse (archaeozoologist). A mesterséges barlang legfontosabb festmények másolatát mutatja be az eredeti barlangéval azonos környezetben, így a festmények pontosan megfelel az eredeti barlang falával.
A 3500 négyzetméteres területet üregesen készítették el és a teret 8180 m2-es falak és boltozatok adják. Technikailag ezt úgy érték el, hogy tartószerkezet 150 km dróthálót szereltek, majd műgyantával formázták meg az eredetivel azonos csepp köveket és sziklafalat. Háromdimenziós lézerképek és a mészkövet utánzó, a bézstől az aranyon át az okkerig terjedő árnyalatokkal megfestett, habarccsal bevont vasrudak és rácsok segítségével másolták a falakat, a sztalaktitokat és sztalagmitokat. A patinát, az áttetszőséget és a csillogást gyanták és természetes anyagok biztosítják. A barlangrajzokat az eredeti technikával készítették el, ugyanazon természetes színes pigmentek és szén felhasználásával.

## Megnyitása és működtetése
A hivatalosa átadásra 2015. április 10-én François Hollande francia államfő jelenlétében került sor, a nagyközönség előtt április 25-től nyílt meg a kiállítás, ahol évente 300 000–400 000 látogatót várnak.
A látogatói központban 60-70 munkahely jött létre a Pont d'Arc barlang másának megnyitása kapcsán és közvetve 300-500 új munkahely létesült a turisztikai szolgáltatások terén.
A 10 év alattiaknak a belépés ingyenes. A park belépést követően szabadon látogatható, a barlang csak csoportosan, 5 perces indulásokkal 25 fős csoportokban tekinthető meg. A csoportba való indulás időpontját a jegy vásárlásakor jelzik, majd 10 perccel az adott indulási idő előtt a barlang épület bejáratánál találkozót szerveznek.  A séta 55 percet vesz igénybe. Az idegenvezető francia nyelvű útmutatást tart, további 10 világnyelven audio útmutató áll a látogató rendelkezésére.
Parkolás ingyenes.